# Maya Bally
Pour les articles homonymes, voir Bally.
Maya Bally, née le 16 juillet 1961 à Zurich , est une personnalité politique suisse, membre du parti bourgeois-démocratique, puis du Centre.
Elle députée du canton d'Argovie au Conseil national depuis décembre 2023.

## Biographie
Née à Zurich, Maya Bally grandit à Dietikon avec un frère et une sœur. Elle obtient une maturité en 1982 avant de faire une formation commerciale au Kaufmännischen Lehrinstitut à Zurich. Elle travaille dans la vente chez Xerox, puis est cadre de 1985 à 1997 chez SKA, qui deviendra le Credit Suisse.
Elle est ensuite employée par Computer Sciences Corporation, entreprise active dans le domaine de l'informatique, jusqu'en 2006 où elle rejoint la PME de son mari. Elle diminue alors son activité professionnelle pour se consacrer à sa famille, puis à la politique.
Elle est mariée à Roland Frehner, un informaticien, avec qui elle a un fils majeur. Elle habite à Hendschiken.

## Parcours politique
Maya Bally participe à partir de 2006 à la commission scolaire (Schulpflege) d'Hendschiken, qu'elle préside. Ayant adhéré au parti bourgeois-démocratique, elle est élue en 2012 au Grand Conseil argovien. Son parti décide pour la nouvelle législature de former un groupe parlementaire distinct du PDC, et elle en prend immédiatement la présidence.
Elle est candidate au Conseil d'État en 2016, et également candidate aux élections fédérales en 2015 et 2019, lors de laquelle elle se présente aussi au Conseil des États. Elle est choisie au comité du Centre argovien lors de la fusion entre le PDC et le PBD.
À nouveau candidate lors des élections fédérales de 2023, elle finit première des viennent-ensuite avec 21 011 voix. Elle remplace Marianne Binder-Keller lorsque celle-ci est élue aux États.